# Face à son destin (film, 2002)
Pour plus de détails, voir Fiche technique et Distribution.
Face à son destin (突入せよ! あさま山荘事件, Totsunyū seyo! Asama sansō jiken) est un film japonais réalisé par Masato Harada et sorti au Japon le 11 mai 2002.

## Synopsis
Nagano 1972 : des membres du groupuscule d'extrême gauche Armée rouge unifiée se barricadent dans un chalet de montagne et prennent une femme en otage.
L'officier de la police nationale japonaise, Sassa Atsuyuki, est dépêché sur place, de Tokyo, avec pour objectifs de sauver l'otage, capturer les terroristes vivants et éviter les pertes parmi les policiers mobilisés.
Afin de mener à bien sa mission, il devra faire face à l'incompétence de la police locale et à la rigidité de sa hiérarchie.

## Inspiration
Le film s'appuie sur des faits réels rapportés dans ses mémoires, publiés en 1996, par le chef de la sécurité nationale : Sassa Atsuyuki. Dans son livre, Sassa retrace l'affaire du chalet Asama, une prise d'otages qui s'est déroulée près de Karuizawa au Japon, du 19 février 1972 au 28 février 1972.

## Point de vue
Dans son film, le cinéaste, Masato Harada, se place du point de vue des forces de l'ordre. Il suit la perspective exposée dans ses mémoires par le chef Sassa, faisant de ce dernier un héros. Le sous-titre du film, en anglais dans le titre original en japonais : The Choice of Hercules (« Le Choix d'Hercule »), se référant aux travaux d'Hercule, fait d'ailleurs allusion à la détermination et au courage nécessaires pour réussir une entreprise héroïque.

## Fiche technique
- Titre français : Face à son destin
- Titre anglais : The Choice of Hercules
- Titre original : 突入せよ! あさま山荘事件 (Totsunyū seyo! Asama sansō jiken?)
- Réalisation : Masato Harada
- Scénario : Masato Harada, d'après les mémoires d'Atsuyuki Sassa
- Production : Masato Harada, Masato Hara et Kimio Kataoka
- Musique : Takatsugu Muramatsu
- Photographie : Yoshitaka Sakamoto
- Montage : Sōichi Ueno
- Pays d'origine :  Japon
- Genre : Drame, Film politique
- Durée : 133 minutes
- Dates de sortie : 
  -  Japon : 11 mai 2002

## Distribution
- Kōji Yakusho : Atsuyuki Sassa
- Ryūdō Uzaki : Shinichi Udagawa
- Yūki Amami : Sachiko Sassa
- Masatō Ibu : Commissaire Noma
- Makoto Fujita (en) : Commissaire divisionnaire Gotoda
- Kōsuke Toyohara : capitaine Uchida
- Kennishi Yajima : capitaine Okubo
- Ken'ichi Endō : lieutenant de police
- Hiroshi Sakuma : inspecteur Itō
- Shion Machida : Shinako
- Eisuke Sasai : Hyodo

## Distinctions
- Neuf nominations, en 2003, aux Awards of the Japanese Academy.